# Comete scoperte dal progetto Catalina Sky Survey
La seguente lista raccoglie le comete scoperte, co-scoperte o riscoperte dal programma di ricerca astronomica Catalina Sky Survey, il cui scopo è la ricerca sistematica di asteroidi (NEO) e comete le cui orbite incrociano o si avvicinano pericolosamente a quella della Terra.
Secondo la convenzione in vigore sulla nomenclatura cometaria le comete possono essere divise in due gruppi:
- cometa periodica, se sono stati osservati almeno due passaggi al perielio. Viene loro assegnato un numero ordinale seguito da una / e la loro denominazione formale è completata dal nome dello scopritore o degli scopritori. Se è stato osservato un solo passaggio al perielio hanno una P seguita da una / come parte iniziale del nome, a cui segue l'anno della scoperta e una lettera ed un numero indicante il periodo dell'anno della scoperta e l'ordine cronologico di scoperta durante quel periodo, la loro denominazione formale è completata dal nome dello scopritore o degli scopritori. Quando sarà osservato un secondo passaggio al perielio, la cometa assumerà la denominazione definitiva acquisendo il primo numero ordinale ancora libero.
- comete non periodiche, se hanno orbite iperboliche, paraboliche od ellittiche con periodi superiori a 200 anni. Tutte hanno una lettera C seguita da una / come parte iniziale del nome, a cui segue l'anno della scoperta e una lettera ed un numero indicante il periodo dell'anno della scoperta e l'ordine cronologico di scoperta durante quel periodo, seguito infine dal nome (in effetti il cognome) dello scopritore o degli scopritori o del programma di ricerca astronomica nel caso che la scoperta sia realizzata dal team del programma.

## Comete periodiche numerate
| Cometa                  | Coscopritore/i |
| ----------------------- | -------------- |
| 227P/Catalina-LINEAR    | LINEAR         |
| 257P/Catalina           | -              |
| 299P/Catalina-PANSTARRS | PANSTARRS      |
| 300P/Catalina           | -              |
| 319P/Catalina-McNaught  | McNaught       |
| 329P/LINEAR-Catalina    | LINEAR         |
| 330P/Catalina           | -              |
| 367P/Catalina           | -              |
| 395P/Catalina-NEAT      | NEAT           |
| 403P/Catalina           | -              |

## Comete periodiche non numerate
| Cometa                       | Coscopritore/i |
| ---------------------------- | -------------- |
| P/1999 XN120 Catalina        | -              |
| P/2003 YM159 LINEAR-Catalina | LINEAR         |
| C/2005 N5 Catalina           | -              |
| P/2007 C2 Catalina           | -              |
| P/2008 E1 Catalina           | -              |
| P/2009 WX51 Catalina         | -              |
| C/2014 TG64 Catalina         | -              |

## Comete non periodiche
| Cometa                      | Coscopritore/i |
| --------------------------- | -------------- |
| C/2004 DZ61 Catalina-LINEAR | LINEAR         |
| C/2004 K1 Catalina          | -              |
| C/2005 J2 Catalina          | -              |
| C/2005 N4 Catalina          | -              |
| C/2006 A2 Catalina          | -              |
| C/2006 V1 Catalina          | -              |
| C/2007 M2 Catalina          | -              |
| C/2007 T6 Catalina          | -              |
| C/2009 K2 Catalina          | -              |
| C/2009 O2 Catalina          | -              |
| C/2009 Y1 Catalina          | -              |
| C/2010 L3 Catalina          | -              |
| C/2012 J1 Catalina          | -              |
| C/2013 B2 Catalina          | -              |
| C/2013 F2 Catalina          | -              |
| C/2013 G5 Catalina          | -              |
| C/2013 J6 Catalina          | -              |
| C/2013 L2 Catalina          | -              |
| C/2013 U1 Catalina          | -              |
| C/2013 UQ4 Catalina         | -              |
| C/2013 US10 Catalina        | -              |
| C/2013 V4 Catalina          | -              |
| C/2014 M3 Catalina          | -              |
| C/2014 W6 Catalina          | -              |

Oltre a tutte queste comete sono state scoperte nel corso del programma Catalina ulteriori più di 200 comete da parte dei membri del team, queste comete portano il nome dei rispettivi scopritori.